# Faustine l'Ancienne

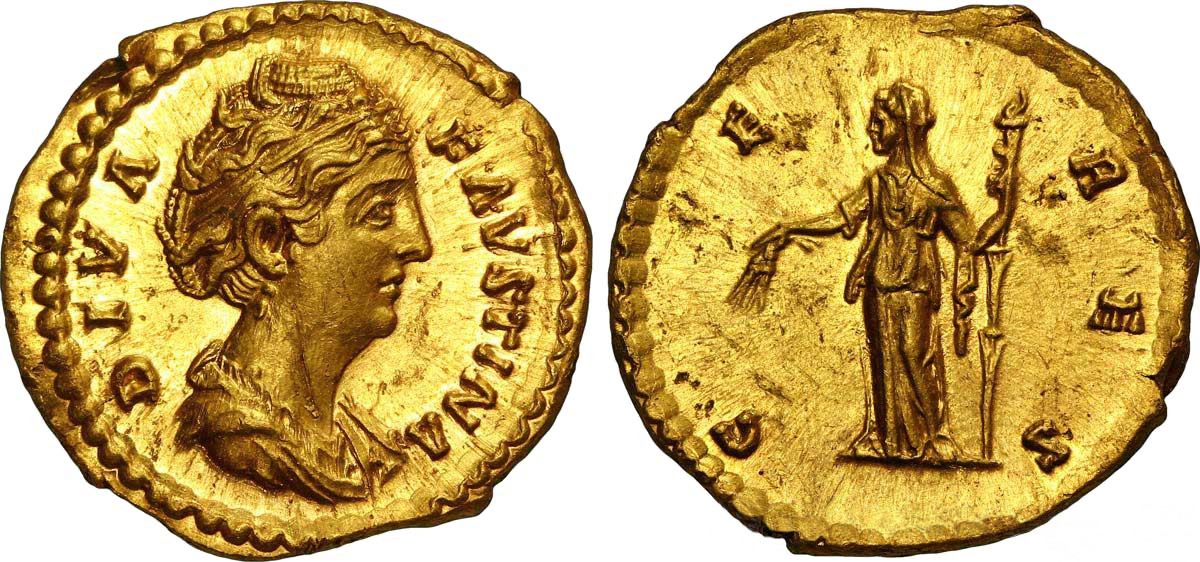
Aureus à l'effigie de Faustine mère. Date : c. après 148. La partie la plus importante du monnayage de consécration de Faustine mère fut frappée après 147 et peut-être jusqu’à la mort d’Antonin le Pieux lui-même, en 161. Au revers, Faustine mère a parfois aussi été assimilée à Cérès ou à Junon.

Pour les articles homonymes, voir Faustine.
Annia Galeria Faustina, dite Faustina Maior ou Faustine l'Ancienne (v. 100 - v. 140), est une impératrice romaine, épouse d'Antonin le Pieux (empereur de 138 à 161).

## Biographie

### Origines et enfance
Sa parenté est connue par l'Histoire Auguste. Elle est la fille du consul Marcus Annius Verus. Sa mère est Rupilia Faustina, la fille de Libo Rupilius Frugi. Elle est la sœur de Marcus Annius Libo, consul éponyme en 128 ; et Marcus Annius Verus, qui atteint la préture avant de décéder tôt, en l’an 124, après avoir épousé Domitia Lucilla Minor et avoir eu comme enfant le futur empereur Marc Aurèle et Annia Cornificia Faustina,. Elle est née et a été élevée à Rome. 

### Jeunesse
Elle épouse Antoninus Pius entre 110 et 115. Leur mariage est heureux et ils ont quatre enfants :
- Marcus Aurelius Fulvius Antoninus (mort avant 138) ; une inscription posthume a été trouvée dans le mausolée d'Hadrien à Rome ;
- Marcus Galerius Aurelius Antoninus (mort avant 138) ; une inscription posthume a aussi été trouvée dans le mausolée d'Hadrien à Rome et son nom est inscrit sur une pièce impériale grecque ;
- Aurelia Fadilla (morte en 135), elle épouse Lucius Plautius Lamia Silvanus, n'a pas d'enfant et une inscription posthume a été trouvée en Italie ;
- Annia Galeria Faustina Minor ou Faustine la Jeune (entre 125/130-175), future impératrice romaine, elle épouse son cousin maternel, le futur empereur Marc Aurèle[3]. C'est leur seul enfant à vivre jusqu'à l'âge adulte.

L'Histoire Auguste fait état de rumeurs sur sa liberté et sa conduite relâchée, qu'Antonin fit taire, non sans en être peiné.

### Impératrice
Le 10 juillet 138, Hadrien meurt et son mari, Antonin, devient le nouvel empereur, en tant qu'héritier de fils adoptif d'Hadrien. Elle devient alors impératrice et le sénat lui accorde le titre d'Augusta.
Elle est très respectée et renommée pour sa beauté et sa sagesse. Tout au long de sa vie, elle participe à des actions de charité envers les pauvres et pour l'éducation des enfants romains, particulièrement les filles.

### Décès et postérité

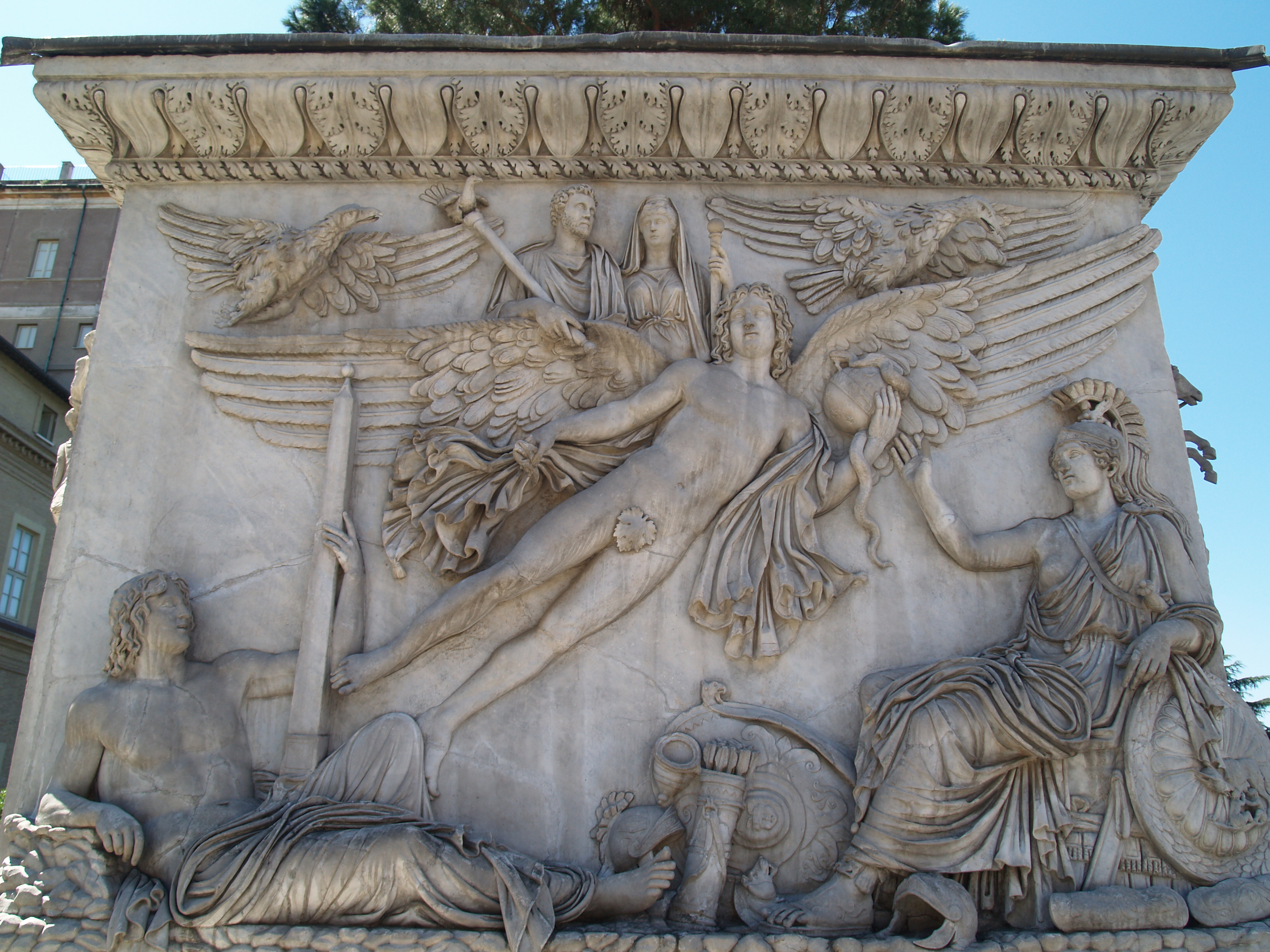
L'apothéose de Faustine et d'Antonin, base de la colonne antonine. Musées du Vatican.

Faustine meurt au cours de la troisième année de règne d'Antonin, en octobre 140 ou en décembre 141. Antonin honore sa mémoire de différentes manières. Il la fait diviniser lors d'une apothéose et de jeux funèbres et fait construire un temple en son honneur sur le Forum romain, avec un collège de prêtresses flaminiques pour son culte. Il fait frapper de nombreuses monnaies avec son portrait et l’inscription DIVA FAVSTINA (« Divine Faustine »). Antonin crée aussi une fondation alimentaire pour les orphelines romaines appelées  puellae faustinianae (« Les filles de Faustine »).
En 163, Marc-Aurèle fait figurer sur la base de la Colonne d'Antonin le Pieux un relief décrivant l'apothéose de Faustine l'ancienne et d'Antonin, ses parents adoptifs.

### Portait physique
Le portrait de Faustine l'ancienne est bien établi grâce aux effigies monétaires et aux nombreux bustes en marbre exposés dans les  musées : petite bouche aux coins relevés, menton effilé, yeux en partie voilés par la paupière supérieure, grand front. La chevelure abondante séparée par une raie médiane est rassemblée en une natte enroulée plusieurs fois en un épais chignon au sommet de la tête, formant une sorte de cône tronqué. Des variantes de cette coiffure existent, avec des petites tresses latérales qui rejoignent la tresse principale.

Monnaies de Faustine l'ancienne divinisée
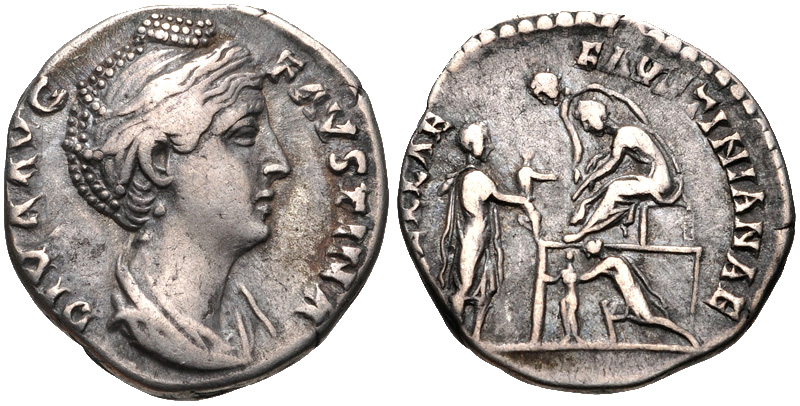
Denier, évocation des PVELLAE FAVSTINIANAE
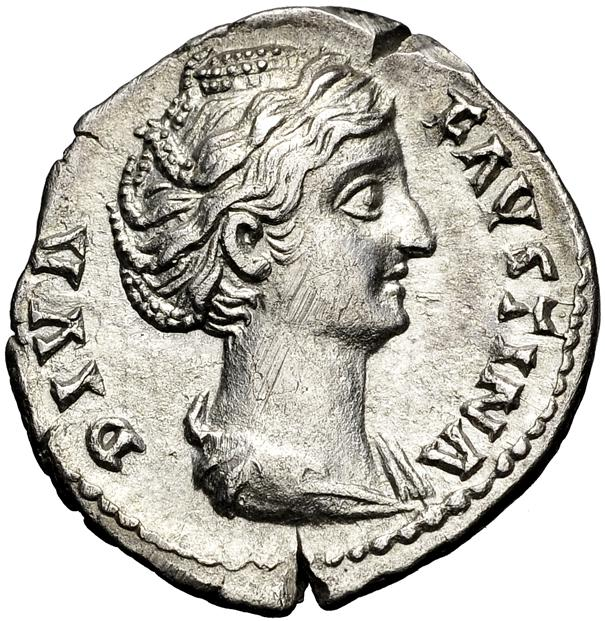
Denier, Faustine avec des petites tresses latérales
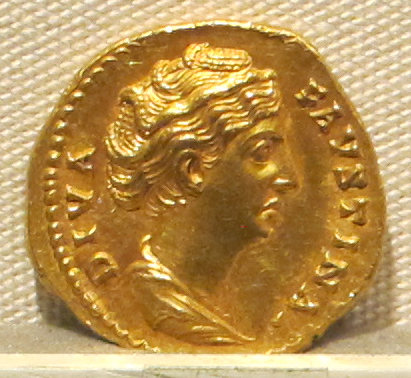
Aureus, Faustine coiffée en torsade
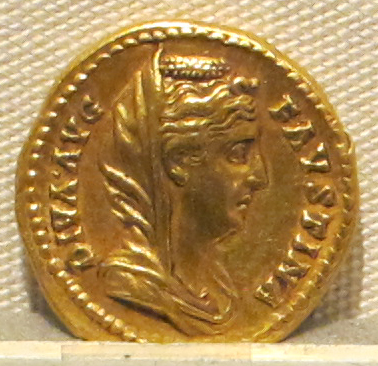
Aureus, Faustine la tête voilée en marque de consécration

Bustes de Faustine l'ancienne
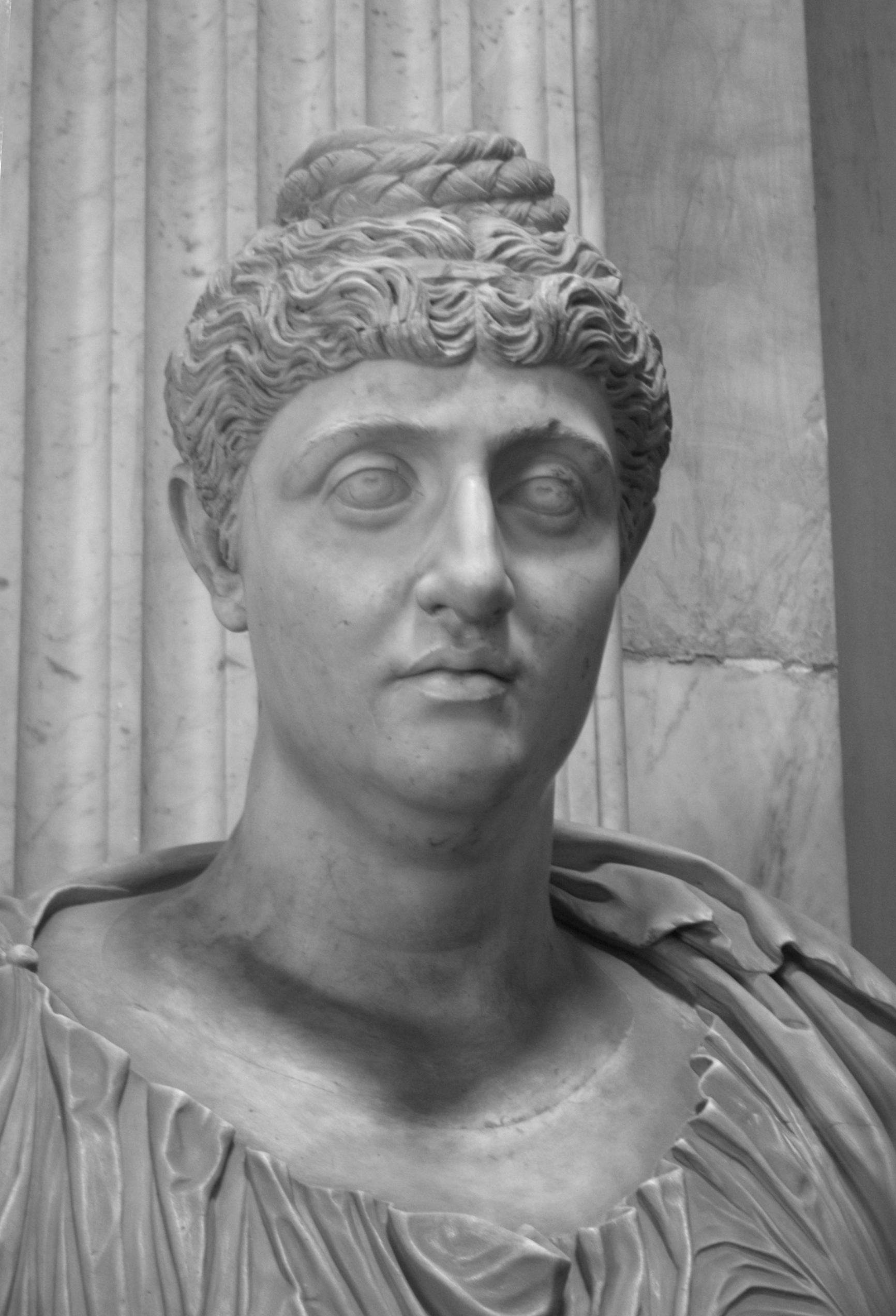
Vue de face, Musées du Vatican
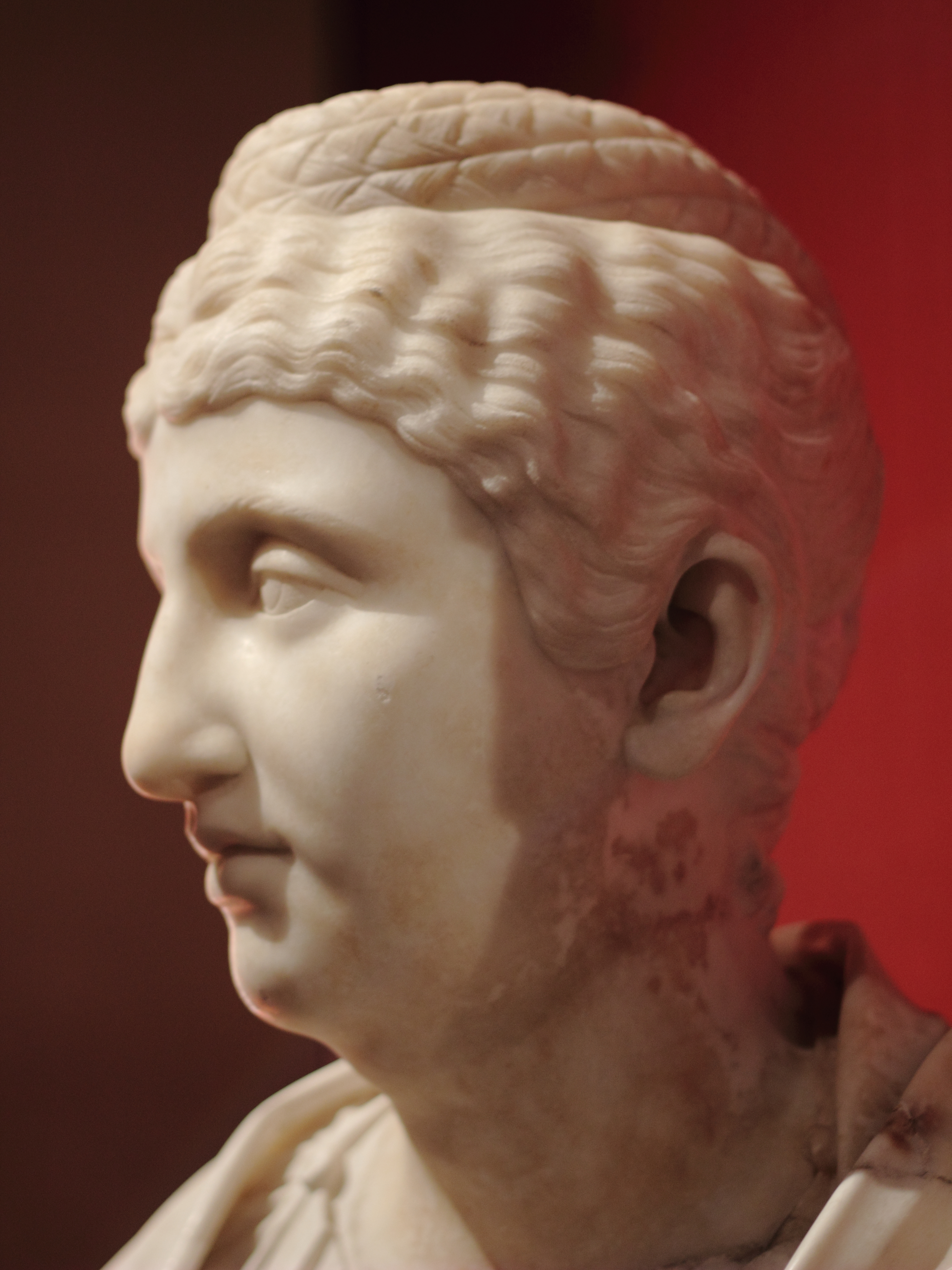
Vue de profil, musées du Capitole, Rome
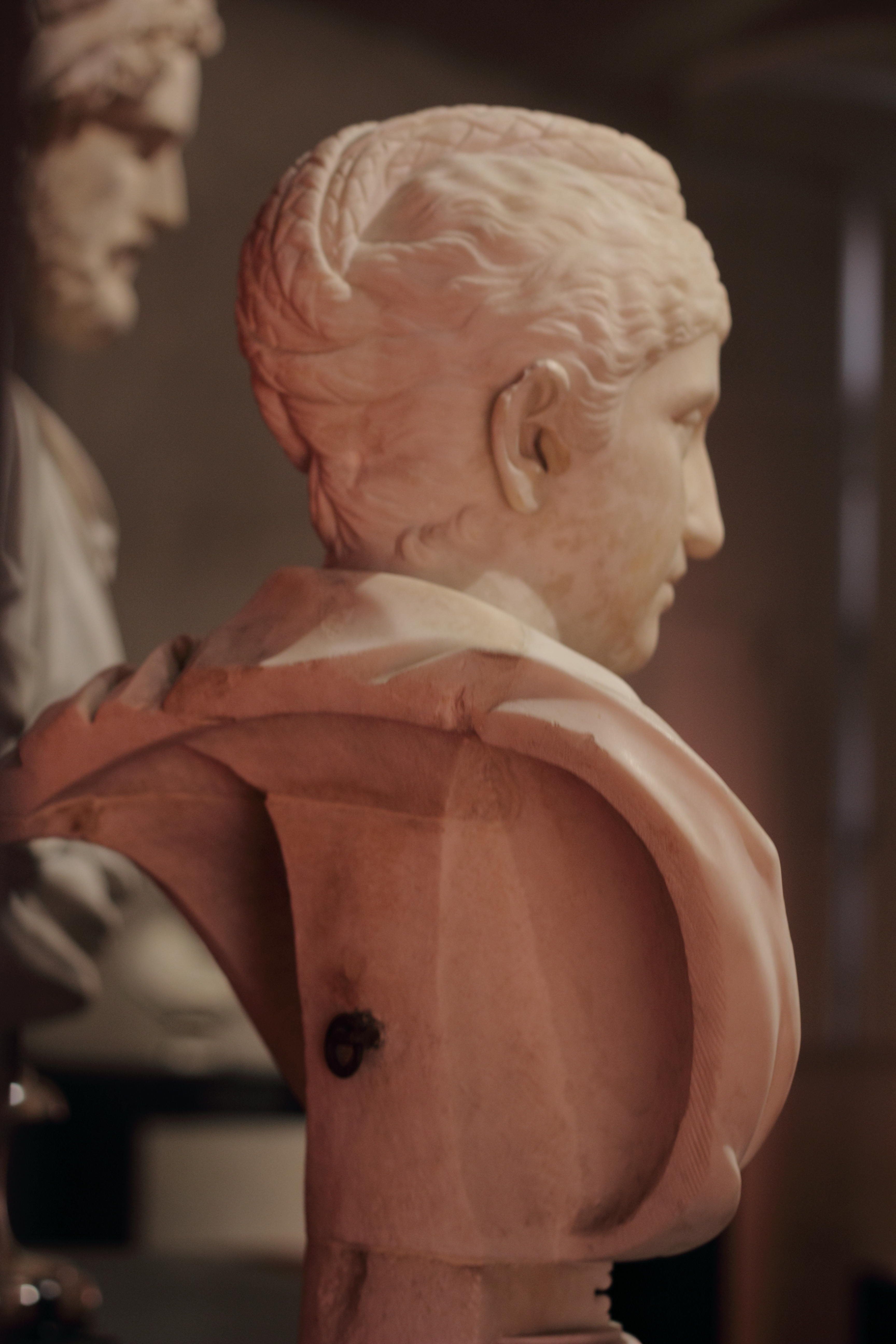
Vue de dos, musées du Capitole
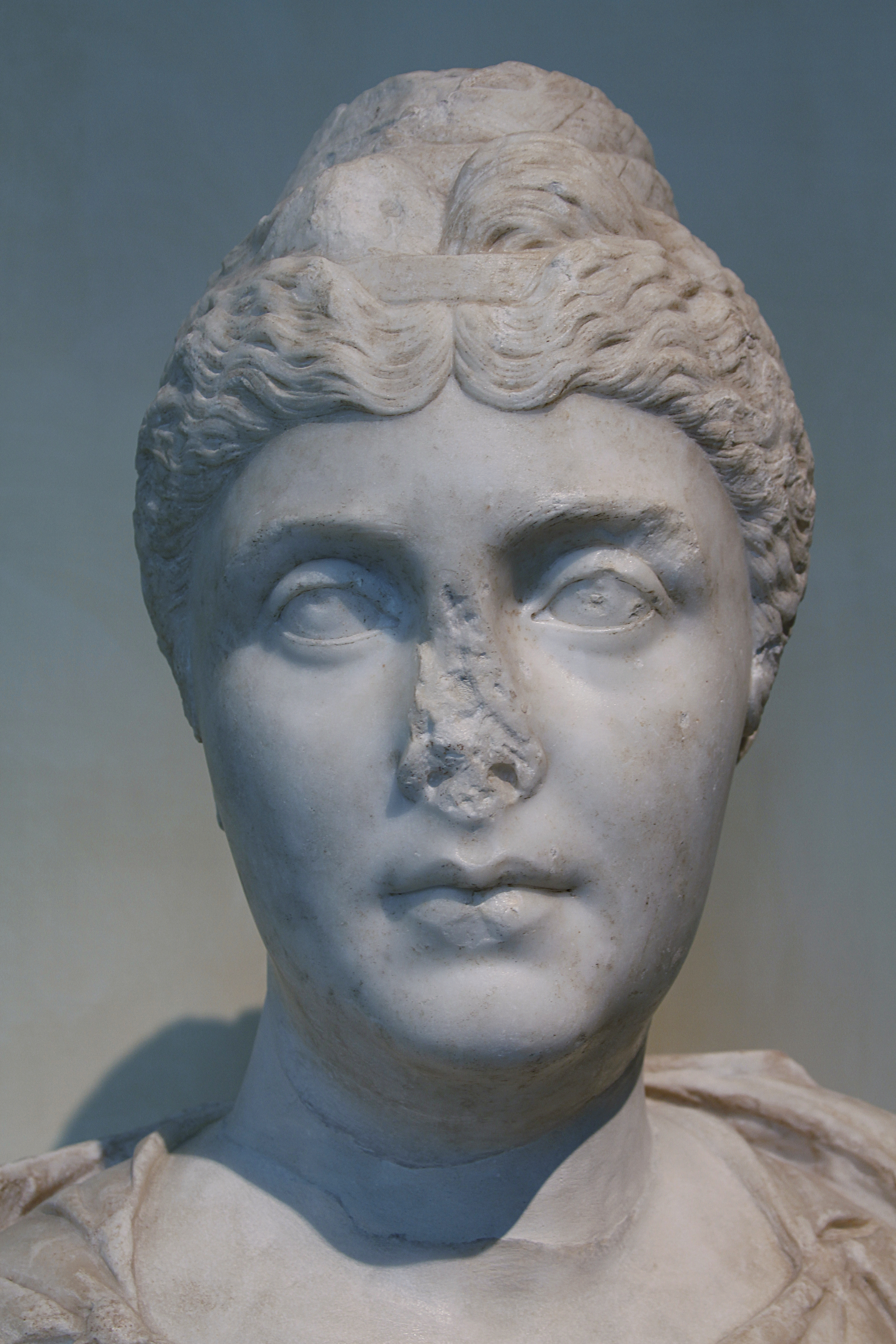
Buste mutilé, Palais des Conservateurs, Rome

En 2008, des archéologues ont trouvé une colossale tête en marbre sur le site de l'ancien Sagalassos en Turquie, qui appartient à Faustine.